# Deckelbauweise

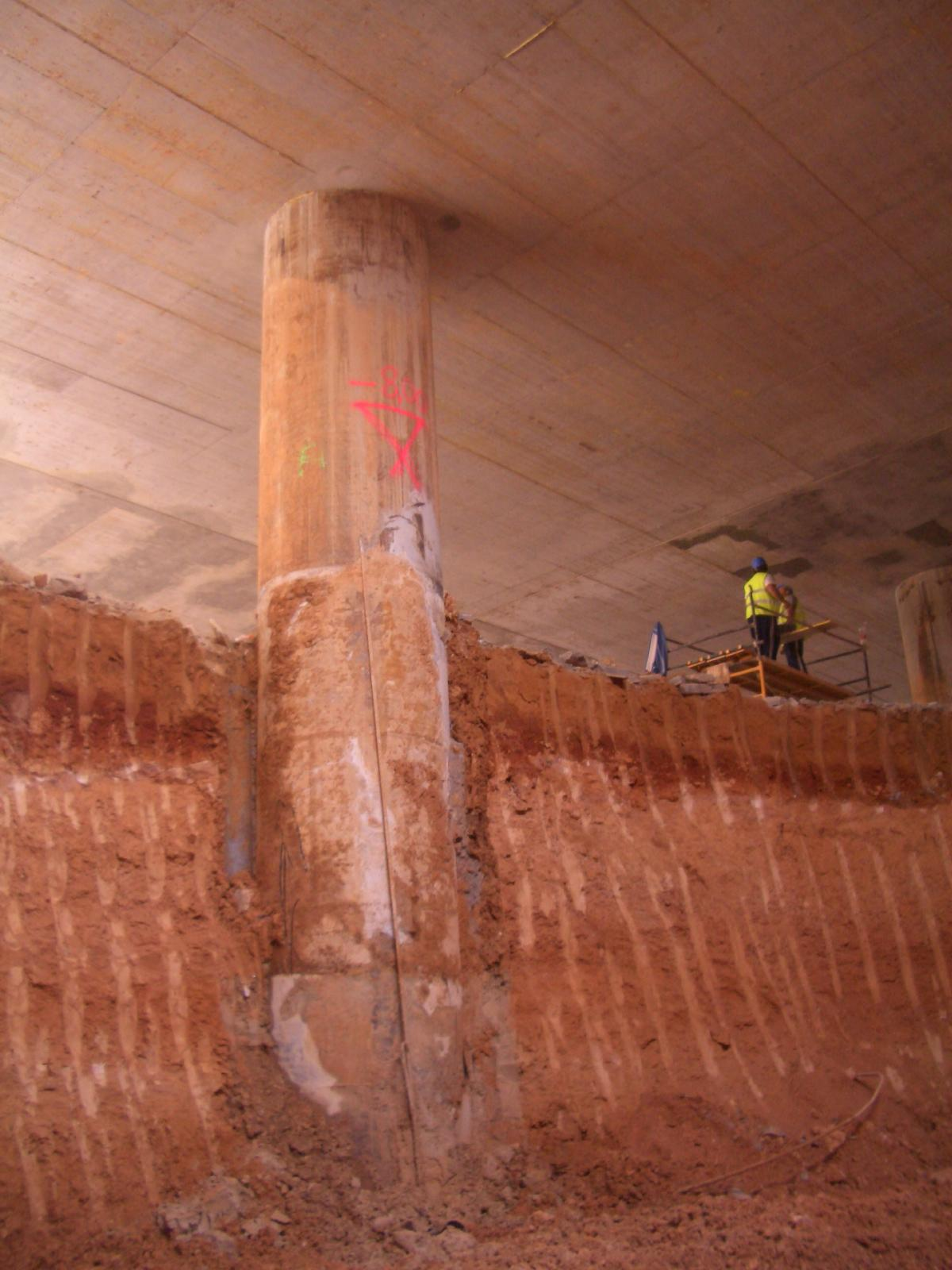
Deckeluntersicht mit Ortbetonbohrpfahl als Stütze und Erdreich

Die Deckelbauweise ist ein Bauverfahren zur Herstellung von Tunneln und Baugruben.
Hierzu wird zunächst von der Geländeoberkante aus eine Schlitzwand oder eine Bohrpfahlwand hergestellt. Mit Hilfe von Bohrpfählen können auch Zwischenstützen erstellt werden. Auf den Wänden und Stützen wird dann ein Deckel betoniert. Dieser Deckel wird meistens direkt auf dem Boden oder einem Sandbett, ohne untere Schalung, hergestellt. Die Ebenheit des Deckels wird zum Beispiel durch Herstellen einer Sauberkeitsschicht aus Magerbeton und einer PE-Folie gewährleistet. Danach kann der Boden unter dem Deckel ausgehoben werden.
Der Vorteil der Deckelbauweise liegt unter anderem darin, dass die Geländeoberfläche relativ schnell wieder für den Verkehr und andere Nutzungen zur Verfügung steht, da der Aushub unter dem Deckel erfolgt.
Weitere Vorteile sind:
- Der Deckel dient als Kopfsteife, das heißt, horizontale Erdlasten, die auf die Schlitz-/Bohrpfahlwand wirken, müssen nicht durch temporäre Verankerungen oder Einspannung im Boden aufgenommen werden und können direkt an den Deckel übertragen werden.
- Bei biegesteifem Anschluss des Deckels an die Schlitz-/Bohrpfahlwand kann die Stärke bzw. die Einbindelänge der Schlitz-/Bohrpfahlwand reduziert werden.
- Schalgerüste für die Deckelplatte sind nicht erforderlich.

Eine spezielle Deckelbauweise ist der Düsseldorfer Deckel.